# ギニア海流
ギニア海流（ギニアかいりゅう、英語: Guinea Current）とはアフリカ西岸のギニア湾を東流する暖流性の海流であるが、一部は赤道反流から続いている。北半球の冬季にはアフリカ北西岸沿いに南下するカナリア海流の一部もこれに合流する。海流としてはあまり強くないが、これが比較的強くギニア湾からさらに南下するときには、北上するベンゲラ海流との間に顕著な潮境を形成し、濃い海霧を生じたり異常降水を引き起こすこともある。